# Nijenklooster (Het Hogeland)
Nijenklooster is een gehucht in de gemeente Het Hogeland in de provincie Groningen. Het ligt iets ten oosten van Kloosterburen, en ten noorden van Wehe-den Hoorn. Er staan een viertal boerderijen. Op een oude wierde iets ten oosten van de weg staat kop-hals-rompboerderij 'Nijenklooster' (Nijenklooster 1). Aan westzijde van de weg staan boerderijen ' 't Huis Wiersum' (Nijenklooster 2) en boerderij 'Baarveld' (Nijenklooster 4). Ten zuiden van de wierde staat aan oostzijde van de weg nog een boerderij (Nijenklooster 7). Aan het begin van de oprit van boerderij 'Nijenklooster' staat een woning, die is voortgekomen uit een oude arbeiderswoning.

## Klooster
De naam 'Nijenklooster' verwijst naar het nieuwe klooster dat hier in 1204 werd gesticht vanuit het Oldeklooster, een Norbertijner klooster dat in 1175 als dubbelklooster was gesticht in het dorp dat nu Kloosterburen heet. De monniken vertrokken na meer dan een kwarteeuw naar het nieuwe klooster dat aanvankelijk buitendijks lag, in de monding van de Hunze. Tot het klooster behoorde het Munnekeaagt bij Eenrum (nu 't Aagt), waar zich misschien een uithof bevond. De naam moet niet worden verward met het Nijenklooster bij Appingedam en het Nijenklooster Aula Dei te Scharnegoutum.
Het klooster was gewijd aan de heilige Nicolaas. De abt van Olde- en Nijenklooster had de leiding over het Schouwerzijlvest. Aan de abt van het klooster is een volksverhaal over Abelstok verbonden, dat verband houdt met zijn abtenstok, die waarschijnlijk een doorwaadbare plaats door de Kromme Raken markeerde. Het klooster zou net als haar naamgenoot Nijenklooster in Fivelingo zijn platgebrand in of kort na 1536 tijdens de Gelderse Oorlogen. Toch zou het volgens sommige bronnen rond 1590 nog zijn beschouwd als afzonderlijke parochie. Na de reductie in 1594 werd het klooster opgeheven. Bij het klooster zijn volgens overleveringen menselijke resten en funderingen gevonden; de precieze vindplaats is niet bekend.

## Boerderijen
Op de plek van het klooster werd een viertal boerderijen gebouwd. Reeds in 1582 is er sprake van een boer Hindrik Tonnis op Nijenklooster. Rond 1676 nam dit aantal af tot drie, hetgeen zichtbaar is op  de kaart van landmeter Folckers uit 1729. Dit betreft  'Oldenklooster', ' 't Huis Wiersum' (op het perceel 'Ol(d) Stee') en nog een boerderij (op het perceel 'Ol Toen'). ' 't Huis Wiersum', dat ten noorden van boerderij 'Nijenklooster' stond, werd in 1806 verplaatst naar de westzijde van de weg (Nijenklooster 2). De boerderij die stond op het perceel 'Ol Toen' ten zuidoosten van de boerderij 'Nijenklooster' werd ergens vóór 1829 gekocht door de eigenaar van boerderij 'Nijenklooster' en ergens na 1829 afgebroken. In 1876 werd de boerderij opgesplitst bij een boedelscheiding. Ten zuiden van de boerderij verrees toen een nieuwe kop-hals-rompboerderij (Nijenklooster 7), waarbij recentelijk een nieuwe schuur is gebouwd. De schuren van boerderij 'Nijenklooster' zelf dateren uit 1817 (achtergevel verbouwd in 1979) en de bijschuur (hut) uit 1859. De leeftijd van het voorhuis is onbekend. Vanaf de wierde liep vroeger een pad naar Den Hoorn met een draaibrug over het Pieterbuurstermaar.
Boerderij ' 't Huis Wiersum' dateert uit 1806. In 1855 werd een kleine schuur bij de boerderij gebouwd, in 1915 een bijschuur en in 1988 werd de huidige woning gebouwd. Het voorhuis van de oude kop-hals-rompboerderij is vervolgens afgebroken en vervangen door een nieuwe schuur. Boerderij 'Baarveld' stond vroeger verder het land in, maar werd ergens eind 19e, begin 20e eeuw verplaatst naar een omgracht perceel aan de weg. In 1930 brandde de boerderij af en het daaropvolgende jaar werd daarop de huidige kop-hals-rompboerderij aan de weg gebouwd. Later werd er een Romneyloods en landbouwloods bijgebouwd.

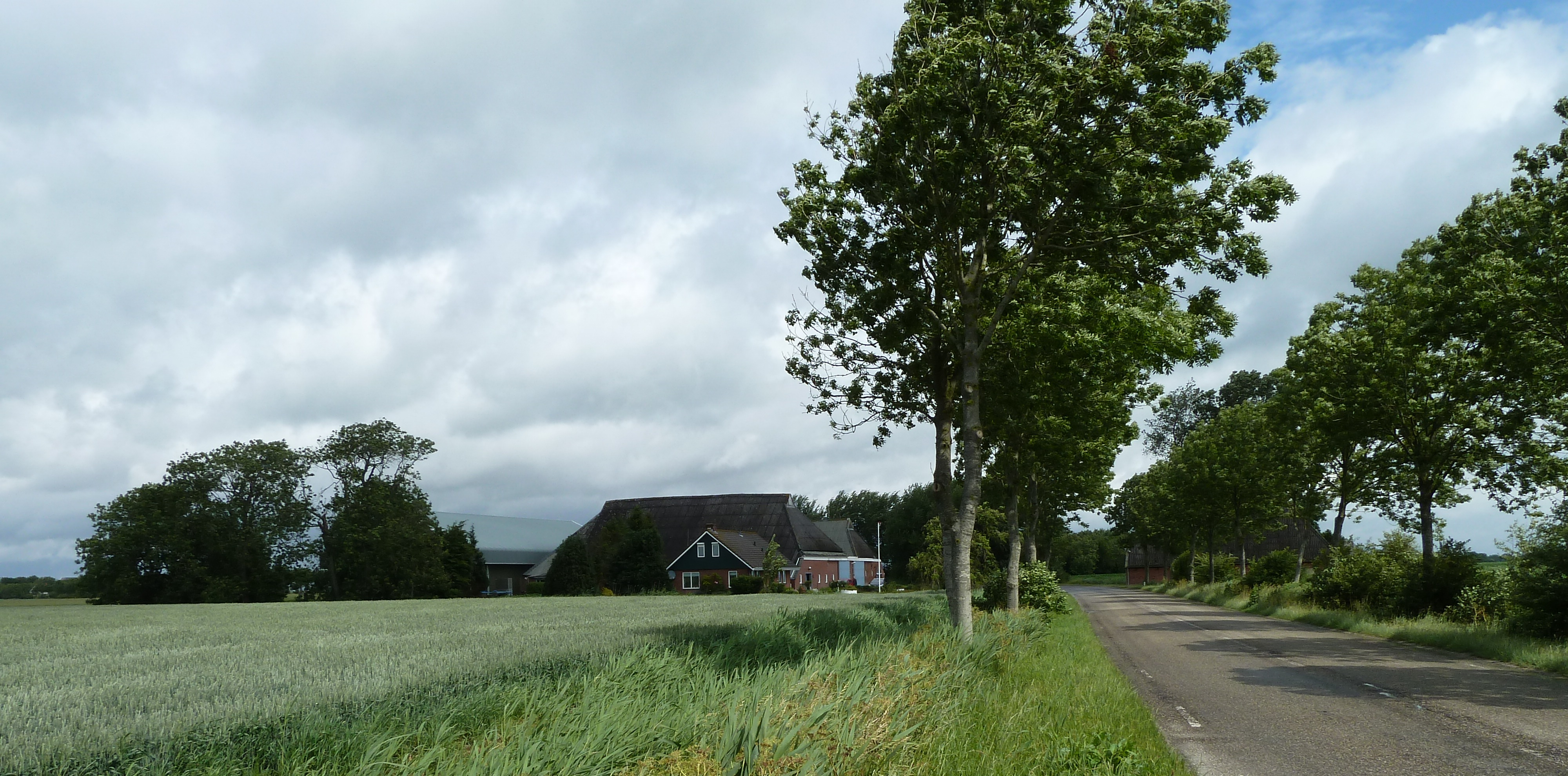
Boerderij 't Huis Wiersum
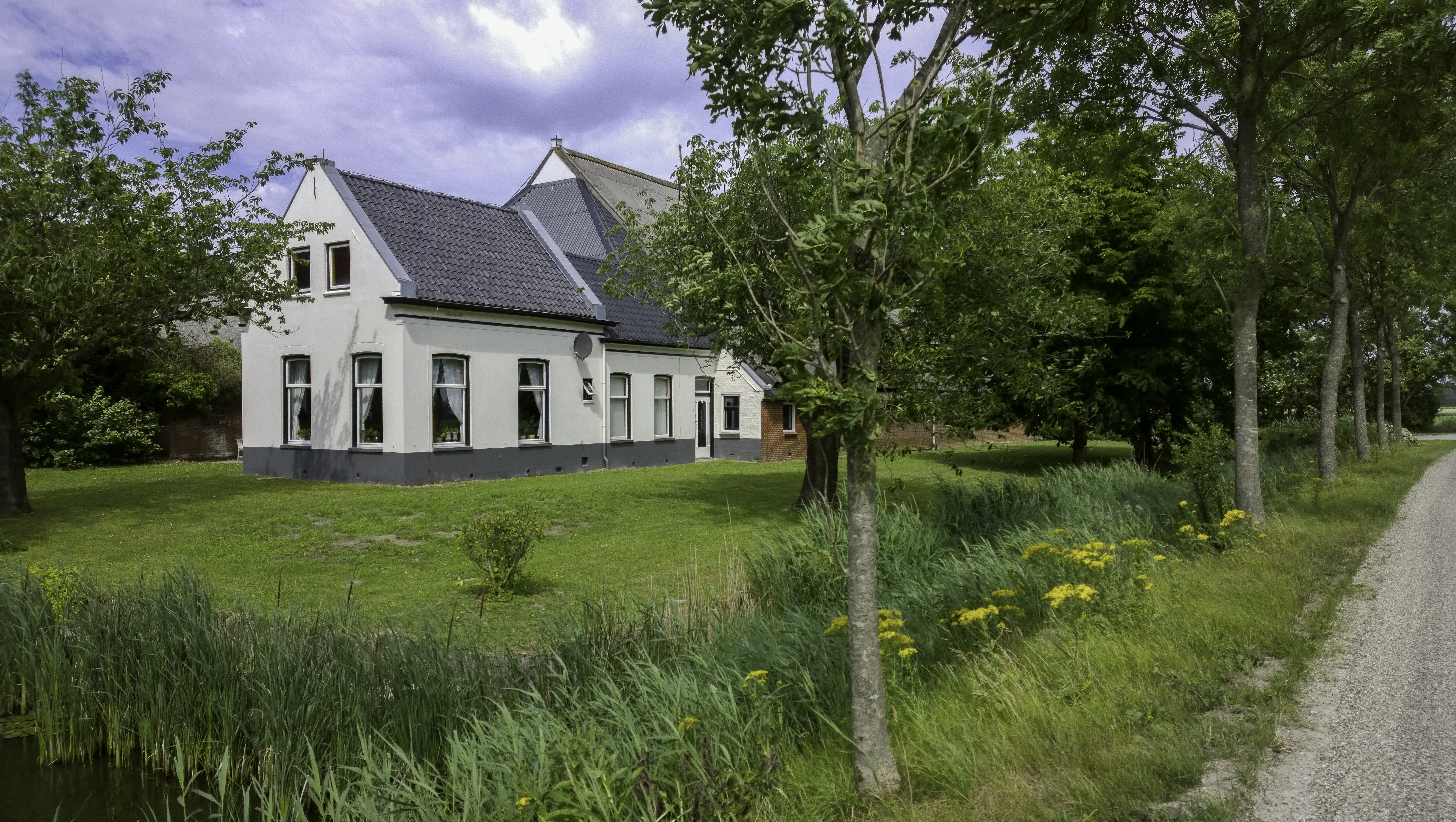
Boerderij Baarveld

Hoofdplaats: Uithuizen

Dorpen: Adorp · Den Andel · Baflo · Bedum · Eenrum · Eppenhuizen · Hornhuizen · Houwerzijl · Kantens · Kloosterburen · 't Lage van de Weg · Lauwersoog · Leens · Leenstertillen · Lutjewolde · Mensingeweer · Molenrij · Niekerk · Noordwolde · Oldenzijl · Onderdendam · Onderwierum · Oosteinde · Oosternieland · Pieterburen · Rasquert · Rodewolt · Roodeschool · Rottum · Saaxumhuizen · Sauwerd · Startenhuizen (deels) · Stitswerd · Tinallinge · Uithuizermeeden · Ulrum · Usquert · Vliedorp · Vierhuizen · Warffum · Warfhuizen · Wehe-den Hoorn · Westerdijkshorn · Westernieland · Wetsinge · Winsum · Zandeweer · Zoutkamp · Zuidwolde · Zuurdijk

Buurtschappen, gehuchten, wierden en buurten: 1e Nijhoezen · 2e Nijhoezen · 't Aagt · Abbeweer · Alinghuizen · Arwerd · Barnegaten · Bellingeweer · Bethlehem · Beusum · Bokum · Breede · Broek · Het Bultje · De Dingen · De Raken · De Vennen · Den Haver · Deikum · Doodstil · Douwen · Duisterwinkel · Eelswerd · Eemshaven · Elens · Ellerhuizen · Ernstheem · Ewer · Grijssloot · Groot Maarslag · Groot Wetsinge · De Haar · Hammeland · Den Hander · Harssens · Hefswal · Hekkum · Helwerd · Heuvelderij · Hiddingezijl · Holwinde · De Hoogte · De Horn · De Houw · 't Houweel · De Hucht · Kaakhorn · Katershorn · Kattenburg · Klei · Kleine Huisjes · Klein Garnwerd · Klein Maarslag · Klein Wetsinge · Kolham · Koningslaagte · Koningsoord · De Knijp · Kruisweg · Lutje Marne · Lutke Saaxum · Maarhuizen · (Marnehuizen) · Menkeweer · Menneweer · Midhalm · Midhuizen · Mollenhuizen · Nijenklooster · Noordpolder · Noordpolderzijl · Obergum · Oldenzijl · Oldorp · Oosterhorn · Oosterhuizen (Eenrum) · Oosterhuizen (Zuidwolde) · Oudedijk · Oudeschip · Paapstil · Panser · Plattenburg · Polen · Ranum · Reidland · Roodehaan · Schapehals · Schaphalsterzijl · Schilligeham · Schouwen · Schouwerzijl · Sint Annerhuisjes · 't Stort · De Streek · Takkebos · Ter Laan · Tijum · Valcum · Valom · Wadwerd · Walsweer · Westerhorn (De Marne) · Westerhorn (Hogeland) · Westerklooster · Westpolder · Wierhuizen · Wierum · 't Wildeveld · Willemsstreek · Zevenhuizen